# Le Témoin de minuit
Pour plus de détails, voir Fiche technique et Distribution.
Le Témoin de minuit est un film français réalisé par Dimitri Kirsanoff et sorti en 1953.

## Synopsis
Un auteur de romans policiers renonce à ce type de littérature que sa femme l'obligeait à écrire. Il décide de la supprimer, et pour cela, il tente de concevoir un « crime parfait ».

## Fiche technique
- Réalisation : Dimitri Kirsanoff
- Production : Paris-Monde-Productions
- Scénario et dialogues : René Barjavel, Morvan Lebesque
- Décors : Jean Douarinou
- Photographie : Roger Fellous
- Musique : Raymond Legrand
- Montage : Jacqueline Sadoul
- Tournage du 14 juin 1952 au 28 juillet 1952 en extérieurs à Louveciennes (Yvelines)
- Société de production : Paris-Monde-Production
- Pays de production :  France
- Format : Noir et blanc - 1,37:1 - 35 mm - Son mono
- Genre : policier
- Durée : 80 minutes
- Date de sortie : 
  - France : 13 février 1953

## Distribution
- Henri Guisol : Jacques Montet, un auteur de romans policiers qui tente le crime parfait sur la personne de sa femme
- Claude May : Madame Montet, la femme de Jacques qui ne l'aime pas et qui l'oblige à écrire des romans policiers
- Catherine Erard : Muriel, une jeune femme riche qui devient la maîtresse de Jacques
- Raymond Pellegrin : Roger Noël, un apprenti romancier énigmatique, qui pourrait avoir été le témoin du crime de Jacques
- Roland Alexandre : L'aviateur amant de Mme Montet
- Maria Riquelme : Mimi
- Marcel Josz : L'inspecteur de police
- Jean Hébey : Filmont, l'éditeur de Jacques
- Raymond Girard : Le marquis
- Germaine Reuver : Léone, la bonne des Montet
- Jack Ary
- Marcel Portier
- André Numès Fils : L'agent de police
- Jacques Morlaine
- Palmyre Levasseur
- Guy Favières : Le jardinier
- Louis Lions : Le docteur
- Bernard Musson : le pharmacien
- Christine Elsen
- Albert Michel